# مرگ در ونیز (فیلم)
مرگ در ونیز (به ایتالیایی: Morte a Venezia) فیلمی از لوکینو ویسکونتی است که در سال ۱۹۷۱ ساخته شد. این فیلم بر پایه رمان کوتاه مرگ در ونیز نوشتهٔ توماس مان به همین نام ساخته شده٬ گرچه شخصیت اصلی آن برخلاف آنچه در رمان آمده، نویسنده نیست؛ آهنگساز است.